# Radatz (Unternehmen)

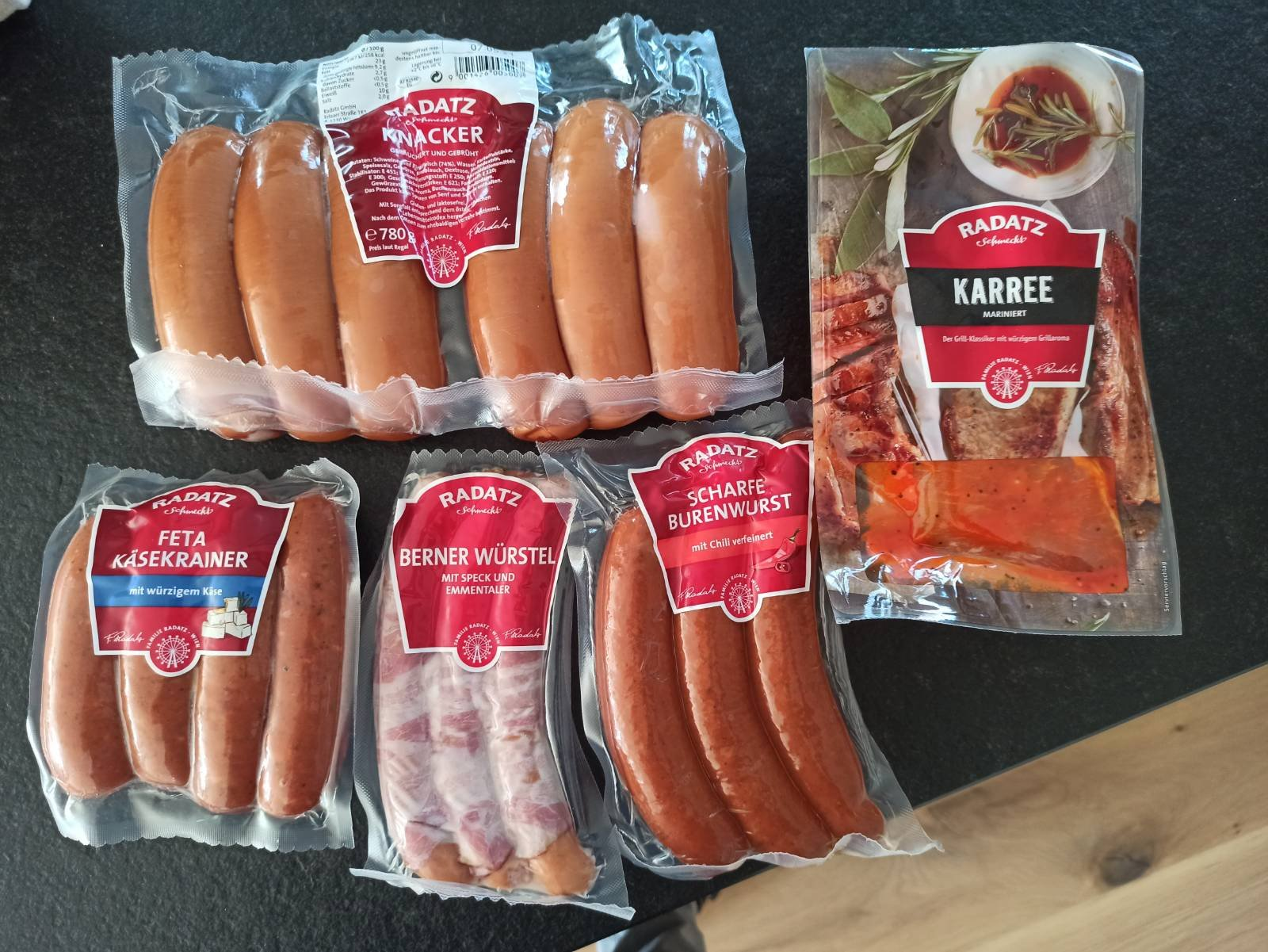
Auswahl verschiedener Wurst- und Fleischprodukte von Radatz

Die Radatz Feine Wiener Fleischwaren GmbH ist ein fleischverarbeitender Familienbetrieb. Schwerpunkt der wirtschaftlichen Tätigkeit ist die Produktion unterschiedlicher Wurstsorten und Fertiggerichte. Firmensitz ist Wien. Eigentümer des Unternehmens ist die Radatz Privatstiftung. Der Verkauf erfolgt über ein Filialnetz von 23 Filialen und 11 Wurst-Großmärkten in Wien und Umgebung sowie über den Lebensmittel-Einzelhandel.

## Unternehmensgeschichte
Das Unternehmen wurde 1962 von Franz Radatz sen. gegründet. 1998 wurde der Gerasdorfer Salamiproduzent Stastnik aus dem Vorbesitz Karl Ludwig Schweisfurths übernommen.
Geschäftsführer ist gegenwärtig Franz Radatz jun., während die Tochter Elisabeth Radatz-Fiebinger für Marketing und PR verantwortlich ist. 
Die Produkte sind im österreichischen Handel erhältlich. Radatz ist der Dachmarke Genuss Region Österreich angeschlossen.

## Auszeichnungen
- Superbrand Award Austria 2013[3]